# Arahura gourlayi
Arahura gourlayi är en insektsart som beskrevs av Knight 1975. Arahura gourlayi ingår i släktet Arahura och familjen dvärgstritar. Inga underarter finns listade i Catalogue of Life.